# Svantjärnen (Grangärde socken, Dalarna)
Svantjärnen är en sjö i Ludvika kommun i Dalarna och ingår i Norrströms huvudavrinningsområde.